# Stade Mokhtar-Badji
 (mars 2025).
Si vous disposez d'ouvrages ou d'articles de référence ou si vous connaissez des sites web de qualité traitant du thème abordé ici, merci de compléter l'article en donnant les références utiles à sa vérifiabilité et en les liant à la section « Notes et références ».
Le Stade Mokhtar-Badji (en arabe : ملعب مختار باجي) est un stade olympique de football et d'athlétisme situé à Souk Ahras en Algérie. 

## Histoire
Inauguré le samedi 17 juin 1985, il fait partie du complexe olympique Badji-Mokhtar et abrite de grands rendez-vous d'athlétisme. Il peut accueillir jusqu'à 15 000 personnes.
Son nom rend hommage à l'indépendantiste algérien Badji Mokhtar.